# Sarcophaga komi
Sarcophaga komi är en tvåvingeart som beskrevs av Hiromu Kurahashi och Sukontason 2004. Sarcophaga komi ingår i släktet Sarcophaga och familjen köttflugor.
Artens utbredningsområde är Thailand. Inga underarter finns listade i Catalogue of Life.